# Selaginella conferta
Selaginella conferta är en mosslummerväxtart som beskrevs av Moore. Selaginella conferta ingår i släktet mosslumrar, och familjen mosslummerväxter. Inga underarter finns listade i Catalogue of Life.